# Evelyn Wanjiru
Evelyn Wanjiru Agundabweni (sinh ngày 6 tháng 5 năm 1989) là một ca sĩ phúc âm, người chủ trì việc thờ cúng, giám đốc âm nhạc, nhạc sĩ người Kenya và đồng sáng lập sản xuất Bwenieve. Cô được biết đến với các bài hát hit "Mungu Mkuu", "Jehovah Elohim", "Waweza", "Hossana", "Nikufahamu" và "Tulia" . 

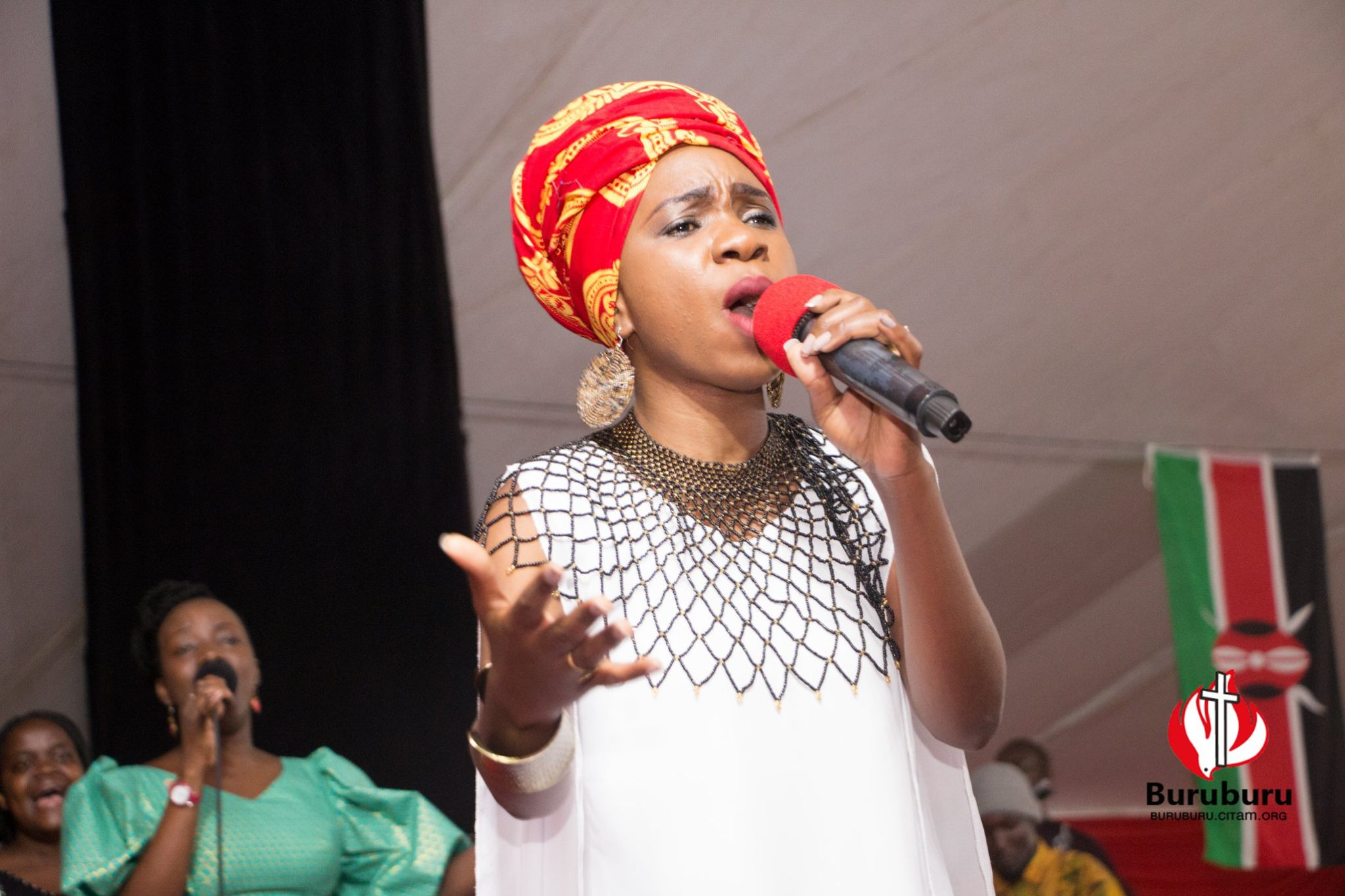
Evelyn Wanjiru Leading Worship at Citam Buruburu

## Cuộc đời và sự nghiệp
Evelyn Wanjiru bắt đầu sự nghiệp âm nhạc từ năm 9 tuổi, khi còn nhỏ, cô đã hát trong một lễ hội âm nhạc ở nhà thờ và trường học. Cô là con gái thứ tư của Helen Muhonja và Crispin Kinyua trong một gia đình năm người con. Được sinh ra ở Nairobi vào năm 1989, cô lớn lên tại Khu nhà ở tự do Kenya Nakuru, nơi cô theo học tại trường tiểu học Saint Mary's Girls và Trung học Langalanga.
Những ngày đầu đi học, cô đã dấn sâu vào kịch và trường hợp xướng, dẫn đến thành công sau này của cô. Sau đó, cô gia nhập Tears Group, Nakuru, cho một khóa học về âm nhạc trước khi được hưởng lợi nhiều hơn từ chính phủ Kenya tại Học viện Tài năng 2010 tại Đại học Kabarak Nakuru. Sau những thành công ban đầu trong các lễ hội nhà thờ và trường học, thành công thương mại đã đến với cô khi nhà sản xuất âm nhạc Agundabweni Akweyu ghi nhận tài năng của cô. Together they started Bwenieve Productions, a music recording studio. Cô đã thu âm album đầu tiên của mình "Mazedira", sau đó được đổi tên thành "Waweza". Album này giúp tăng độ nhận biết và đánh giá cao của công chúng, đáng chú ý nhất là các bài hát "Waweza" và "Hossana" của cô. Ngay lập tức, Waweza đã được đề cử tại hạng mục Worship Song và Wanjiru là Nghệ sĩ mới của năm cho Giải thưởng Groove 2012.
Bài hát "Mazedira" cũng được chọn là bài hát chủ đề trong chiến dịch của chính phủ Kenya để đòi lại Rừng Mau năm 2010. Trong buổi ra mắt dự án trồng lại rừng ở phía đông Mau, Thủ tướng đương nhiệm của Kenya đã rất ấn tượng với bài hát này, bổ nhiệm Wanjiru làm đại sứ âm nhạc chính thức cho Rừng Mau. Dưới sự bảo trợ của cuộc hẹn này, Wanjiru đã bắt đầu chiến dịch của Mazeira Bora Afya Bora "để tăng cường sức khỏe và môi trường lành mạnh.
Bài hát chủ đề của album thứ hai "Mungu Mkuu", đã giành giải Album của năm tại Groove Awards 2015. Bài hát hit Mungu Mkuu cho thấy Evelyn đã vươn lên một tầm cao hơn về âm nhạc, kể từ đó, cô đã liên tục phát hành các bài hát và được đón nhận trên khắp các quốc gia.
Từ album thứ ba của cô có tựa đề "Matendo", bài hát "Tulia" hợp tác với Vick Kitonga thắng giải hợp tác của năm tại 2016 Groove Awards, "Nikufahamu" trong cùng một album đã được đề cử tại Afrima trong hạng mục 'nữ nghệ sĩ truyền cảm hứng châu Phi của năm 2016' . Cô đã giành giải thưởng Worship Song tại Xtreem 2016. Giải thưởng Sauti U.S.A 2016 đã đề cử cô hạng mục nữ nghệ sĩ Đông Phi của năm.
Năm 2017 Evelyn đã có hai đề cử giải thưởng tại Groove Awards; nữ nghệ sĩ của năm và "Matendo" tại hạng mục album của năm, cô cũng được đề cử ở Sauti Awards U.S.A 2017 với hàng mục nữ nghệ sĩ của năm và Video của năm (Matendo).
Evelyn đã đi lưu diễn ở nhiều quốc gia khác nhau nh Hoa Kỳ nơi cô đã biểu diễn ở hơn mười bang khác nhau, Nam Phi, Ghana, Zimbabwe, Tanzania, Nam Sudan và Uganda. Cô đuọc đánh giá ngang cùng các ca sĩ nổi tiếng như Sinach, Mary Mary và nhiều hơn nữa. Cô đã hợp tác ra bài hát mang tên "Sawa" với một trong những nhạc sĩ phúc âm hay nhất của người Pakistan, được biết đến với nghệ danh Tembalami, bài hát đang làm rất tốt với nhiều bản phát sóng, cô cũng hợp tác với Mkhululi Bhebhe trong bản ghi DVD trực tiếp của anh được thực hiện ở Johannesburg Nam Phi bài hát mang tên "Hakuna Mungu kama wewe" và ở Ghana hợp tác với Celestine Donkor, một trong những ca sĩ phúc âm hay nhất ở nước này.
Vào ngày 7 tháng 4 năm 2012, Wanjiru kết hôn với nhà sản xuất Agundabweni Akweyu tại Nhà thờ Baptist Buruburu Nairobi, nơi cha chồng cô Rev là linh mục ở đó. Kenneth Akweyu, phục vụ với vai trò là một mục sư cao cấp. Cô hiện điều hành cửa hàng thời trang bwenieve clothesline, một chương trình cố vấn đã nâng đỡ cho các nhạc sĩ mới nổi, cùng với chồng là nhà sản xuất Agundabweni Akweyu điều hành Bwenieve Production và các doanh nghiệp khác.

## Danh sách đĩa nhạc

### Album
Album đã hoàn thành của Evelyn Wanjiru
| Năm  | Album      | Notes             |
| ---- | ---------- | ----------------- |
| 2012 | Waweza     | written by Evelyn |
| 2015 | Mungu Mkuu | written by evelyn |
| 2017 | Matendo    | written by Evelyn |

Bài hát:
Waweza Album (2012)
1. Waweza
2. Unatosha
3. Hossana
4. Anthem
5. Namlauduon
6. Mazingira

Mungu Mkuu Album (2015)
1. Mungu Mkuu
2. Utukufu
3. Yaweh
4. Tunakuabudu
5. Ila damu yake yesu
6. Karibu Yesu
7. Nimwamini
8. Damu
9. All Glory
10. Neno Moja
11. Damu Medly

Matendo Album (2017)'
1. Nikufahamu
2. Baba Inuka
3. Tulia tf Vicky
4. Matendo
5. Halleluya
6. Sema Nami
7. Sawa ft Tembalami
8. Nilingoze
9. Subiri ft Mercy Masika & Emmy Kosgei

### Đĩa đơn
1. Jehova Elohim[1]
2. Its Amazing

## Giải thưởng và đề cử
| Năm  | Association        | Hạng mục                          | Nominated work | Kết quả  | Ref(s) |
| ---- | ------------------ | --------------------------------- | -------------- | -------- | ------ |
| 2017 | Groove Awards      | Female Artist of the year         | Matendo        | Nominee  | [ 2 ]  |
| 2017 | Groove Awards      | Album of the year                 | Matendo        | Nominee  | [ 3 ]  |
| 2017 | Sauti Awards U.S.A | Female Artist of the year E.A     | Matendo        | Nominiee | [ 4 ]  |
| 2017 | Sauti Awards U.S.A | Video of the year                 | Matendo        | Nominiee | [ 5 ]  |
| 2016 | Afrima Awards      | Best female African inspirational | Nikufahamu     | Nominee  | [ 6 ]  |
| 2016 | Mwafaka Awards     | Female artist of the year         | Nikufahamu     | Nominee  | [ 7 ]  |
| 2016 | Mwafaka Awards     | Collabo of the year               | Tulia          | Nominee  | [ 7 ]  |
| 2016 | xtreem Awards      | Female artist of the year         | Nikufahamu     | Nominee  | [ 8 ]  |
| 2016 | xtreem Awards      | Worship Song of the year          | Nikufahamu     | Nominee  | [ 8 ]  |
| 2016 | Groove Awards      | Worship Song of the year          | Nikufahamu     | Winner   | [ 9 ]  |
| 2016 | Groove Awards      | Female Artist of the year         | Nikufahamu     | Nominee  | [ 10 ] |
| 2016 | Groove Awards      | Collabo of the year               | Tulia          | Winner   | [ 9 ]  |
| 2015 | Groove Awards      | Album of the year                 | Mungu Mkuu     | Winner   | [ 11 ] |
| 2015 | Groove Awards      | Female Artist of the year         | Mungu Mkuu     | Nominee  | [ 12 ] |
| 2015 | Groove Awards      | Worship Song of the year          | Mungu Mkuu     | Nominee  | [ 13 ] |
| 2015 | Xtreem Awards      | Worship Song of the year          | Mungu Mkuu     | Winner   | [ 14 ] |
| 2015 | Xtreem Awards      | Collabo of the year               | Tulia          | Winner   | [ 15 ] |
| 2015 | Xtreem Awards      | Female artist of the year         | Mungu Mkuu     | Nominee  | [ 16 ] |
| 2015 | Mwafaka Awards     | Female Artist of the year         | Mungu Mkuu     | Nominee  | [ 17 ] |
| 2015 | Mwafaka Awards     | Song of the year                  | Mungu Mkuu     | Nominee  | [ 18 ] |
| 2014 | Xtreem Awards      | Worship Song of the year          | Waweza         | Winner   | [ 19 ] |
| 2014 | Xtreem Awards      | Central Kenya Artist of the year  | Waweza         | Winner   | [ 19 ] |
| 2012 | Groove Awards      | Worship Song of the year          | Waweza         | Nominee  | [ 20 ] |